# Gaston Zeller
Gaston Zeller (* 9. März 1890 in Belfort; † 3. Oktober 1960 in Paris) war ein französischer Historiker.
Er war zunächst Gymnasiallehrer in Metz und Straßburg, lehrte in Clermont-Ferrand und ab 1933 in Straßburg. Während des Zweiten Weltkriegs wich er mit der Universität Straßburg nach Clermont-Ferrand aus. 1946 wurde er Professor für Moderne Geschichte an der Sorbonne.
Bekannt wurde er früh durch sein Buch – gleichzeitig seine Dissertation – über die Eingliederung von Metz in Frankreich, in dem er auch die damals sowohl auf deutscher wie auf französischer Seite verbreitete Sicht einer durchgehend auf Expansion bis zu den Rheingrenzen gerichteten französischen Außenpolitik im 16. und 17. Jahrhundert zurückwies. Das Werk von rund 900 Seiten begründete seinen Ruf und eröffnete ihm die Universitätslaufbahn. Später befasste er sich vor allem mit Diplomatiegeschichte, Verwaltungsgeschichte, Geschichte des 16. Jahrhunderts, des Elsass und der deutsch-französischen Beziehungen.
Er war Ritter der Ehrenlegion. Zeller erhielt den Prix Gobert (für La reunion de Metz), den Prix Marcel Flach (für L’Alsace Francaise de Louis XIV a nos jours), den Prix Thérouanne und den Prix Drouin de Lhouys.

## Schriften
- La réunion de Metz à la France (1552–1648). 2 Bände. Paris 1926 (Band 1: L’Occupation, Band 2: La Protection)
- L’Alsace francaise de Louis XIV a nos jours. A. Colin, Paris 1945
- La France et l’Allemagne depuis dix siècles. A. Colin, Paris 1932; deutsch: Tausend Jahre deutsch-französische Beziehungen. Ein geschichtlicher Abriss in französischer Sicht. Baden-Baden 1954
- Les institutions de la France au XVIe siècle. Presses Universitaire de France, 1948
- Comment s’est faite la réunion de l’Alsace à la France. Belles Lettres, Paris 1948
- Les Temps Modernes, 2 Bände der Reihe Histoire des relations internationales, Band 2 (De Christophe Colomb à Cromwell), Band 3 (De Louis XIV à 1789), hrsg. von Pierre Renouvin. Hachette, Paris 1953 und 1955, Neuauflage 1961, 1963
- Histoíre et sociologie; l’avenir des sciences de l’homme. Ed. Universitaires, Paris 1959
- Aspects de la politique francais sous l’ancien regime. Presses Universitaire de France, 1964
- La Vie économique de l’Europe au XVIe siècle. Centre de documentation universitaire, Paris 1966
- L’organisation défensive des frontières du Nord et de l’Est au XVIIe siècle, Paris: Berger-Levrault, 1928
- La monarchie d’ancien régime et les frontières naturelles, Paris: F. Alcan, 1933
- Les rois de France candidats à l’Empire: essai sur l’idéologie impériale en France, Presses universitaires de France, 1934
- Histoire d’une idée fausse, Paris: la Renaissance du livre, 1936
- Gouverneurs de provinces au XVIe siècle, Paris 1939
- L’administration monarchique avant les intendants: parlements et gouverneurs, Paris, Presses universitaires de France, 1947
- La Méditerranée et ses problèmes aux XVIe et XVIIe siècles, Centre de documentation universitaire, 1948
- French diplomacy and foreign policy in their European setting in F. L. Carsten (Herausgeber) The New Cambridge Modern History, Band 5, 1961